# Pitzias

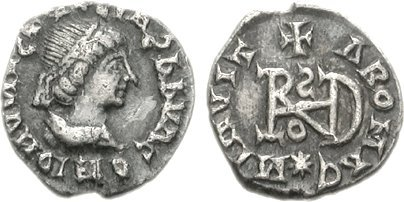
Síliqua de r.

Pitzias, também referido como Pítzia, Petza ou Pitzamo, foi um oficial ostrogótico ativo durante o reinado do rei Teodorico, o Grande (r. 474–526) no início do século VI. É citado pela primeira vez em 504, quando foi nomeado conde e enviado para Sírmio para negociar com Traserico, o rei dos gépidas. Eles fugiram com sua aproximação, e Pitzias capturou a cidade e o distrito vizinho.
Em 505, Pitzias liderou seus homens na Dácia para defender seu aliado Mundo que fora atacado pelas tropas bizantinas do general Sabiniano. Com sua ajuda, Sabiniano foi decisivamente derrotado em Hórreo do Margo (atual Ćuprija, na Sérvia). Ele desaparece das fontes até 523/526, quando estava encarregado dum inquérito sobre um antigo soldado de Teodorico que fora confundido com um escravo.